# Fluorek potasu
Fluorek potasu, KF – nieorganiczny związek chemiczny z grupy fluorków, sól potasowa kwasu fluorowodorowego. Wodne roztwory KF trawią szkło poprzez tworzenie rozpuszczalnych fluorokrzemianów.

## Otrzymywanie
Fluorek potasu można otrzymać przez rozpuszczenie węglanu potasu w nadmiarze kwasu fluorowodorowego. Po odparowaniu roztworu wydzielają się kryształy wodorofluorku potasu, KHF
2, który po ogrzaniu daje fluorek potasu:
K
2CO
3 + 4HF → 2KHF
2 + CO
2↑ + H
2O
KHF
2 → KF + HF↑
Procesu nie można prowadzić w naczyniach szklanych lub porcelanowych. Można stosować niektóre tworzywa sztuczne odporne na wysoką temperaturę lub sprzęt platynowy.

## Zastosowanie
W chemii organicznej fluorek potasu może być wykorzystywany jako źródło jonów fluorkowych do konwersji chlorowęglowodorów do fluorowęglowodorów. W reakcjach tego typu stosuje się zazwyczaj rozpuszczalniki polarne, takie jak dimetyloformamid, glikol etylenowy lub dimetylosulfotlenek.

## Zagrożenia
Podobnie jak inne źródła jonu fluorkowego, fluorek potasu jest trujący. Jest szkodliwy przy wdychaniu i spożyciu. Jest silnie żrący i kontakt ze skórą może spowodować poważne oparzenia.